# Шумаров, Ногон
Ногон (Николай) Шумаров (род. 9 июля 1947 село Малый Яломан, Ойротская автономная область, СССР) — режиссёр, актёр, драматург, певец и композитор. Заслуженный артист Российской Федерации (1999).

## Биография
Родился 9 июля 1947 года в селе Малый Яломан Онгудайского района Республики Алтай.
В 1972 году, окончив с отличием актёрское отделение Новосибирского театрального училища (класс профессора И. Г. Полякова), Шумаров поступил в Ленинградский Государственный институт театра, музыки и кинематографии (ЛГИТМиК) на отделение драматического искусства профессора Г. А. Товстоногова в класс профессора А. А. Музиля, который закончил в 1978 году.
В 1977 году, будучи ещё студентом, Шумаров начал работать в Национальном театре драмы (Горно-Алтайск). В 1978 году назначен главным режиссёром этого театра. Здесь Шумаров поставил ряд спектаклей: «Материнское поле» Чингиза Айтматова, «Голова жеребца» Дибаша Каинчина, «Странный человек» Аржана Адарова, «Шёлковая кисточка».
В то же время Шумаров начал интересоваться народным искусством, собирать и изучать фольклорное наследие, стремясь также привнести в традиционное искусство современное дыхание.
В 1977 году начал заниматься преподавательской деятельностью. Преподавал в музыкальной школе Горно-Алтайска, в Колледже культуры (там же), позже — в Афинском драматическом театре (Греция).
В 1986 году был основан фольклорный ансамбль «Алтай», Шумаров был одним из его создателей и вошёл в первый состав ансамбля. С 1996 года Шумаров является постоянным участником трио с Болотом Байрышевым и Сарымаем Урчимаевым. В составе этого трио ежегодно принимает участие в различных этнических музыкальных фестивалях в России, Швейцарии, Австрии, Италии, Германии, Норвегии, Чехии, Словакии, Голландии и других странах.
С 2002 по 2007 год Шумаров преподавал в Московском театре «Школа драматического искусства» горловое пение, а также играл Нестора в спектакле «Илиада», поставленном режиссёром Анатолием Васильевым, в том числе в гастролях по Европе.
За годы работы осуществил свыше 60 проектов, среди которых спектакли и театрализованные представления, балет Андрея Анохина «Эрлик-Хан», опера «Талай-Хан», народные эпические сказания «Маадай-Кара», «Очы-Бала», «Чымалы-Каан». Автор 10 драматических произведений и инсценировок. Автором музыки к своим спектаклям является, как правило, он сам. Участвовал в проекте Сохраним Укок.
Музыкальное оформление проектов Шумарова обычно включает алтайские народные инструменты: топшуур, шоор, алтайский комус, ядаган.
Будучи профессиональным исполнителем алтайского фольклора, Шумаров гастролирует по России и по другим странам. Его выступления проходили в Монголии, Казахстане, Киргизии, Вьетнаме, Литве, Латвии, Германии, Индии (Бенгалуру, Хайдарабад).
В таких странах, как Монголия (Улан-Батор), Германия (Берлин и другие города), Португалия (Порто), Бельгия (Антверпен), Греция (Дельфы), Франция (Авиньон). Шумаров был участникам международных театральных фестивалей, принимал участие во Всенародных играх «Эл-Ойын».

## Творчество

### Театральные работы
| Горно-Алтайский областной национальный драматический театр, (с 2008 года Национальный драматический театр имени П. В. Кучияк) | Горно-Алтайский областной национальный драматический театр, (с 2008 года Национальный драматический театр имени П. В. Кучияк) | Горно-Алтайский областной национальный драматический театр, (с 2008 года Национальный драматический театр имени П. В. Кучияк) | Горно-Алтайский областной национальный драматический театр, (с 2008 года Национальный драматический театр имени П. В. Кучияк) | Горно-Алтайский областной национальный драматический театр, (с 2008 года Национальный драматический театр имени П. В. Кучияк) | Горно-Алтайский областной национальный драматический театр, (с 2008 года Национальный драматический театр имени П. В. Кучияк) | Горно-Алтайский областной национальный драматический театр, (с 2008 года Национальный драматический театр имени П. В. Кучияк) |
| № | год | название по-русски | название по-алтайски | автор | язык спектакля | Роль Шумарова |
| --- | --- | --- | --- | --- | --- | --- |
| 1 | 1978 | Зажглась золотая заря (преддипломный спектакль)                                                                               | Алтын таҥдак јарыды | Павел Кучияк | алтайский, русский | режиссёр-постановщик, актёр (главная роль — охотник Анчи)                                                                     |
| 2 | 1978 | В ночь лунного затмения (дипломный спектакль)                                                                                 | Ай карыккан тӱнде | Мустай Карим | алтайский, русский | режиссёр-постановщик, музыкальное оформление, актёр (Дивана́ и 3-й аксакал)                                                    |
| 3 | 1978 | Материнское поле | Энениҥ јалаҥы | Чингиз Айтматов | алтайский (переводчик Т. Торбоков)                                                                                            | сценарист, режиссёр-постановщик, музыкальное оформление, актёр (Суванкул и др.);                                              |
| 4 | 1979 | Шёлковая Кисточка | Торко-Чачак | Ногон Шумаров по мотивам одноимённой народной сказки                                                                          | алтайский, русский (перевод на русский К. Козлов)                                                                             | сценарист, режиссёр-постановщик, музыкальное оформление                                                                       |
| 5 | 1979 | Голова жеребца | Айгырдыҥ бажы | по одноимённой повести Дибаша Каинчина                                                                                        | алтайский | режиссёр-постановщик, музыкальное оформление                                                                                  |
| 6 | 1980 | На бойком месте | | Александр Островский | русский | режиссёр-постановщик |
| 7 | 1980 | Салют динозаврам | | Геннадий Мамлин | русский | режиссёр-постановщик |
| 8 | 1981 | Изобретательная влюблённая | Сӱӱген кыстыҥ сӱмези | Лопе де Вега | алтайский, русский (перевод на алтайский Паслей Самык)                                                                        | режиссёр. |
| 9 | 1981 | В графе «Отец» — прочерк | | Иван Лазутин | русский | режиссёр-постановщик |
| 10 | 1981 | Каса маре | | Ион Друцэ | русский | режиссёр-постановщик, музыкальное оформление                                                                                  |
| 11 | 1982 | Туманный Аргут (поэтический спектакль)                                                                                        | Тумантык Аркыт | Лазарь Кокышев | алтайский | режиссёр-постановщик, музыкальное оформление                                                                                  |
| 12 | 1982 | Странный человек | Саҥ башка кижи | Аржан Адаров | алтайский | режиссёр-постановщик, музыкальное оформление                                                                                  |
| 13 | 1982 | Сказка о попе и работнике его Балде                                                                                           | | Александр Пушкин | русский | сценарист, режиссёр-постановщик, музыкальное оформление                                                                       |
| 14 | 1984 | Змея за пазухой | Койнында јылан | Асхат Мирзагитов | алтайский (перевод на алтайский Паслей Самык)                                                                                 | режиссёр-постановщик |
| 15 | 1984 | Лиса-плутовка | Сӱмелӱ тӱлкӱ | Ногон Шумаров по мотивам одноимённой народной сказки                                                                          | русский (перевод с алтайского Р.Бухараев)                                                                                     | автор, режиссёр-постановщик, музыкальное оформление                                                                           |
| 16 | 1985 | Дочь старого Пыно | | Александр (Рафаил) Клейн по мотивам Коми фольклора                                                                            | русский | режиссёр-постановщик |
| 17 | 1986 | Женитьба Абайыма (мюзикл, композитор В. Пешняк)                                                                               | Абайымныҥ кижи алганы | Аржан Адаров | алтайский | режиссёр-постановщик |
| 18 | 1987 | Огненная змейка | | | русский | режиссёр-постановщик |
| 19 | 1989 | Жестокий век | Ченелтелӱ чак | Аржан Адаров | алтайский | режиссёр-постановщик, музыкальное оформление                                                                                  |
| 20 | 1990 | Расплата (дипломный спектакль выпускников ГИТИСа)                                                                             | Öч | Ногон Шумаров | русский (перевод с алтайского Ю. Лиманова)                                                                                    | автор, режиссёр-постановщик, музыкальное оформление                                                                           |
| 21 | 1990 | Сын Алтая (дипломный спектакль выпускников ГИТИСа)                                                                            | Алтайыныҥ уулы | по мотивам эпоса «Алтай-Буучай»                                                                                               | русский (сценарий на русском Ю. Лиманова)                                                                                     | режиссёр-постановщик, музыкальное оформление                                                                                  |
| 22 | 1991 | Женитьба | Кижи алганы | Николай Гоголь | алтайский, русский (переводчик на алтайский Шатра Шатинов)                                                                    | режиссёр-постановщик |
| 23 | 1992 | Маарка (поэтический) | Маарка | по одноимённой поэме Лазаря Кокышева                                                                                          | алтайский | сценарист, режиссёр-постановщик, музыкальное оформление                                                                       |
| 24 | 1997 | Три сестры (музыкальный спектакль композитор И. Дмитриев)                                                                     | Ӱч-кыс | Павел Кучияк | алтайский | режиссёр-постановщик |
| 25 | 2018 | Шёлковая Кисточка (кукольный)                                                                                                 | Торко-Чачак | Ногон Шумаров по мотивам одноимённой народной сказки                                                                          | алтайский, русский (перевод с алтайского К. Козлов)                                                                           | автор |
| 26 | 2017 | Памятное завещание (моноспектакль)                                                                                            | Чӧбӧлкӧптӱҥ јӱрӱми. Ундулбас кереес.                                                                                          | по книге «Житиё Чевалкова» Михаила Чевалкова                                                                                  | алтайский | сценарист, режиссёр-постановщик, артист (главная роль — протоиерей Чевалков), музыкальное оформление                          |
| 27 | | До смерти ещё далеко!.. | Ӧлӧргӧ јетире эмди де узак | по мотивам одноимённой повести Бориса Укачина                                                                                 | алтайский | сценарист, режиссёр-постановщик, музыкальное оформление                                                                       |
| 28 | | Гуманоид в небе мчится | | Александр Хмелик | русский | режиссёр-постановщик |
| 29 | | Выходили бабки замуж | | Флорид Буляков | русский | режиссёр-постановщик |
| 30 | | Ветка горного кедра (вечер поэзии)                                                                                            | Мӧштиҥ бӱри | Борис Укачин | алтайский | режиссёр-постановщик, музыкальное оформление                                                                                  |
| 31 | | Колыбель моя — Алтай (вечер поэзии)                                                                                           | Алтайым — мениҥ кабайым | | алтайский | сценарист, режиссёр-постановщик, музыкальное оформление                                                                       |

### Театрализованные представления
| Сценарист и режиссёр-постановщик театрализованных представлений | Сценарист и режиссёр-постановщик театрализованных представлений | Сценарист и режиссёр-постановщик театрализованных представлений                                     | Сценарист и режиссёр-постановщик театрализованных представлений          | Сценарист и режиссёр-постановщик театрализованных представлений    | Сценарист и режиссёр-постановщик театрализованных представлений | Сценарист и режиссёр-постановщик театрализованных представлений |
| №                                                               | год                                                             | название                                                                                            | автор                                                                    | место проведения                                                   | примечание                                                      |                                                                 |
| --------------------------------------------------------------- | --------------------------------------------------------------- | --------------------------------------------------------------------------------------------------- | ------------------------------------------------------------------------ | ------------------------------------------------------------------ | --------------------------------------------------------------- | --------------------------------------------------------------- |
| 1                                                               | 1979                                                            | Зимняя Олимпиада сельских спортсменов Алтайского края                                               | по мотивам эпоса «Кегутей-Мерген» сказителяА. Калкина                    | Горно-Алтайск                                                      |                                                                 |                                                                 |
| 2                                                               | 1980                                                            | «Лыжня России» (спортивные соревнования)                                                            | по мотивам эпоса «Очы-Бала» сказителя А. Калкина                         | Горно-Алтайск                                                      |                                                                 |                                                                 |
| 3                                                               | 1988                                                            | Всенародные игры «Эл-Ойын»                                                                          | по мотивам эпоса «Маадай Кара» сказителя А. Калкина                      | село Ело, Онгудайский район, открытое пространство                 | 500 участников 20 тыс. зрителей                                 |                                                                 |
| 4                                                               | 1989                                                            | Областные олимпийские игры                                                                          | по мотивам эпоса «Ай-Тюнюке» сказителя Н. Улагашева                      | село Кош-Агач, Кош-Агачский район, открытое пространство           |                                                                 |                                                                 |
| 5                                                               | 1989                                                            | «Золотое лето Горного Алтая» (фестиваль народного творчества)                                       | по мотивам эпоса «Сай-Солон»                                             | село Онгудай, Онгудайский район, открытое пространство             |                                                                 |                                                                 |
| 6                                                               | 1990                                                            | Всенародные игры «Эл-Ойын»                                                                          | по мотивам эпоса «Чымалы-Каан» сказителя Н. Ялатова                      | село Шыргайту, Шебалинского района, открытое пространство          |                                                                 |                                                                 |
| 7                                                               | 1994                                                            | Республиканский фестиваль песни «Ырысту-94»                                                         |                                                                          |                                                                    |                                                                 |                                                                 |
| 8                                                               | 1998                                                            | Всенародные игры «Эл-Ойын»                                                                          |                                                                          | село Курунда, Усть-Коксинский район, открытое пространство         |                                                                 |                                                                 |
| 9                                                               | 2000                                                            | Всенародные игры «Эл-Ойын»                                                                          | по мотивам эпоса «Очы-Бала» сказителя А. Калкина, композитор А. Трифонов | село Кокоря, Кош-Агачский район, открытое пространство             |                                                                 |                                                                 |
| 10                                                              | 1982                                                            | Алтайской автономной области 60 лет                                                                 | Театрализованное представление, торжественные мероприятия                | Горно-Алтайск, Национальный драматический театр имени П. В. Кучияк |                                                                 |                                                                 |
| 11                                                              | 2013                                                            | Чага-Байрам (Новый год)                                                                             |                                                                          | Горно-Алтайск, городской парк культуры, кафе «Айран»               |                                                                 |                                                                 |
| 12                                                              | 2016                                                            | Праздник горлового пения, посвящённый 100-летию алтайского сказителя, ветерану ВОВ Салдабаю Савдину |                                                                          | Тюнгур, Усть-Коксинский район, открытое пространство               | Участник.                                                       |                                                                 |
| 13                                                              | 2018                                                            | Курултай сказителей, посвящённый 95-летию Табара Чачиякова                                          | По мотивам эпоса «Кан-алтын» (кай чöрчöктöр) сказителя Табара Чачиякова  | село Ело, Онгудайский район, открытое пространство                 |                                                                 |                                                                 |
| 14                                                              |                                                                 | Вручение знамени ВЦСПС                                                                              | Театрализованное представление, торжественные мероприятия                | Горно-Алтайск, Национальный драматический театр имени П. В. Кучияк |                                                                 |                                                                 |
| 15                                                              |                                                                 | Областной фольклорный фестиваль самодеятельных коллективов                                          |                                                                          | Горно-Алтайск, Барнаул                                             |                                                                 |                                                                 |

- 1993 — «Талай-Хан», опера-балет (по мотивам произведений композитора Андрея Анохина «Талай-Хан», «Хан-Алтай» и «Хан-Эрлик»), премьера в Барнауле и Москве, режиссёр-постановщик;
- Балет «Эрлик-Хан» (композитора А. Анохина)
- Белый олень-шаманская мистерия, международная лаборатория.
- Народные игры — программа для первого ансамбля Алтай.
- Кезюйке и Байан — спектакль для студентов алтайского отделения Горно Алтайского института. Сценарий, режиссёр и музыкальное оформление.

### Участие в музыкальных и театральных фестивалях
- Год России в Индии (2008)[10] — артист, горловое (обертонное) пение, гастроли по разным городам и участие в гала-концерте открытия «Мы вместе» (Нью-Дели);
- «Festa della», музыкальный фестиваль (Италия, 1997) — артист, горловое пение, топшуур, комус, шоор, "Ногон и Болот «Эпические песни с Золотых гор Алтая»
- «Саянское кольцо», этномузыкальный международный фестиваль (Россия, 2007);
- «Улы дала сазы», музыкальный международный фестиваль, Астана, Казахстан;
- «Астана-аркау», международный фестиваль тюркской музыки (Казахстан);
- «Живая вода», международный фестиваль этнических культур (Россия).
- «Славянский базар», музыкальный фестиваль, Витебск;
- Ruhaniyat. Sufi & Mystic India. Нью-Дели, Бенгалуру, Хайдарабад.

### Фильмография

#### Художественое кино
1. 2010 — Дом Солнца — старик-алтаец;
2. 2014 — Белый ягель — Хасава;
3. 2016 — Скорость потока — старик-алтаец;
4. 2019 — Дау (фильм) — начальник отдела культуры Горно-Алтайской автономной области;
5. 2018 — Изгородь (к/м) — Кулов Каалга (старик-чабан), главный герой;
6. 2021 — Угрюм-река (сериал, 2021) — шаман Гирманча

#### Документальное кино
1. 2014 — Кайчы  — Ногон, главный герой;
2. 2016 — На краю света —
3. 2017 — То, что во мне — дед Ногон;

#### Озвучивание мультфильмов
1. 1983 — Кайчи-сказитель (мультфильм) — режиссёр Т. Муканова
2. 1988 — Кошка которая гуляла сама по себе — музыка С. Губайдулина.

### Дискография
| №  | год  | страна                                  | название                                                              | лейбл                        | формат |
| -- | ---- | --------------------------------------- | --------------------------------------------------------------------- | ---------------------------- | ------ |
| 1  | 1981 | Казахская ССР, Алма-Ата                 | Поёт и играет Ногон (двойной альбом)                                  | Мелодия                      | LP     |
| 2  | 1982 | Казахская ССР, Алма-Ата                 | Алтай — голубая земля                                                 | Мелодия                      | LP     |
| 3  | 1982 | Казахская ССР, Алма-Ата                 | Горно-Алтайской автономной области 60 лет (комплект из 2-х пластинок) | Мелодия                      | LP     |
| 4  | 1995 | Швейцария                               | Алтайский певец Ногон                                                 | студия Seehorn Records, Visp | MC     |
| 5  | 1996 | Швейцария                               | Ось Вселенной (Ногон и Болот)                                         | S.M. Music                   | MC     |
| 6  | 1996 | Швейцария                               | Uch-Sumer                                                             | Face Music                   | CD     |
| 7  | 1997 | Швейцария, Цюрих                        | Bolot & Nohon — «Üch Sümer / Юч Сюмер»                                | Cross Currents Music         | CD     |
| 8  |      | США, Нью-Йорк (2-е издание)             | Bolot & Nohon — «Üch Sümer / Юч Сюмер»                                |                              | CD     |
| 9  | 2000 | Швейцария                               | Altai Maktal — Nohon                                                  | Face Music                   | CD     |
| 10 | 2002 | Россия, Москва                          | Ai-Altai — Nohon                                                      |                              | CD     |
| 11 | 2003 | Россия, Москва                          | Келер уйеге (Будущим племенам)                                        | Ermatell Records EFM         | CD     |
| 12 | 2003 | Россия, Москва                          | Свет Алтая (музыкальное сопровождение)                                | © Сбербанк                   | CD     |
| 13 | 2004 | Россия, Москва                          | Бёль-Бёль                                                             | Asia records Ltd             | CD     |
| 14 | 2005 | Германия, Разенгард                     | Asian Garden                                                          | Lola`s World Records         | CD     |
| 15 | 2006 | Россия, Санкт-Петербург                 | Nohon (master throat-singer)                                          | © Yaroslav Ksenofontov       | DVD    |
| 16 | 2006 | Россия, Москва                          | Бюль-бюль                                                             | Trec Studio                  | CD     |
| 18 | 2012 | Россия, Москва                          | Поющие с бронзой (комуз, горловое пение)                              | ООО "Агентство «Звук»        | CD     |
| 19 | 2013 | Россия, Москва                          | УКОК (вокал, варган, топшур)                                          | ООО "ПО «БОД»                |        |
| 20 | 2018 | Россия, Республика Алтай, Горно-Алтайск | Мифы Алтая (музыкальное оформление и художественное чтение) .2018     |                              | CD     |
| 21 | 1993 | Россия,Москва.                          | Напевы Горного Алтая.                                                 | Кругозор № 4 — стр. 4        |        |
| 22 | 2018 |                                         | Золотая птаха-музыкальное оформление                                  |                              |        |

## Признание
- Заслуженный артист Российской Федерации (1999)[1];
- Медаль «Бирлик оток кайрал», Республика Алтай;
- «Заслуженный деятель искусств Республики Алтай» («Алтай Республиканын Нерелу санатчызы») (2007)[11];
- Лауреат «Премии имени А.Калкина» (2015);
- Лауреат международного музыкального фестиваля «Улы дала сазы»(номинация солист-вокалист, национальный фольклор), Астана (Нур-Султан), Казахстан;
- Лауреат этномузыкальной премии Сибири «Золотая Ирия—2007», в категории «Традиция»;
- Дипломант фестиваля Тюркской музыки «Астана-аркау» (Казахстан);
- Дипломант международного фестиваля этнических культур «Живая вода» (Россия).
- Лауреат ежегодной премии Правительства Республики Алтай в области театрального искусства в номинации «Лучшая постановка оригинального спектакля (лучшему режиссёру)» за постановку спектакля «Чӧбӧлкӧптӱҥ јӱрӱми. Ундулбас кереес» («Памятное завещание») по повести М. Н. Чевалкова (Распоряжение Правительства Республики Алтай от 23 апреля 2018 года № 119-р)[12];
- Выставка, посвящённая 70-летию со дня рождения Николая Сергеевича (Ногона Нӧкӧрӧвича) Шумарова (2017)[13].

## Галерея фотографий

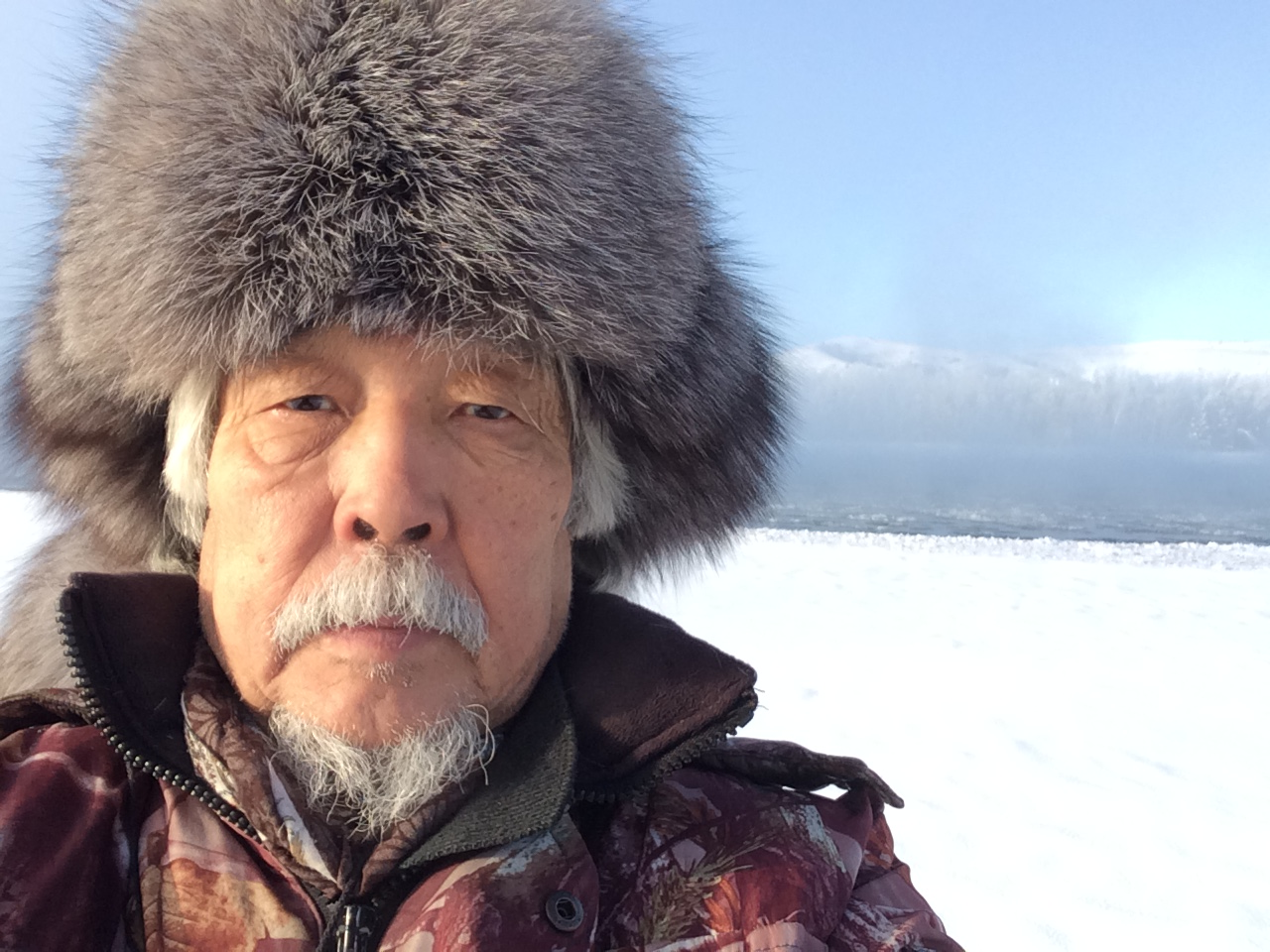
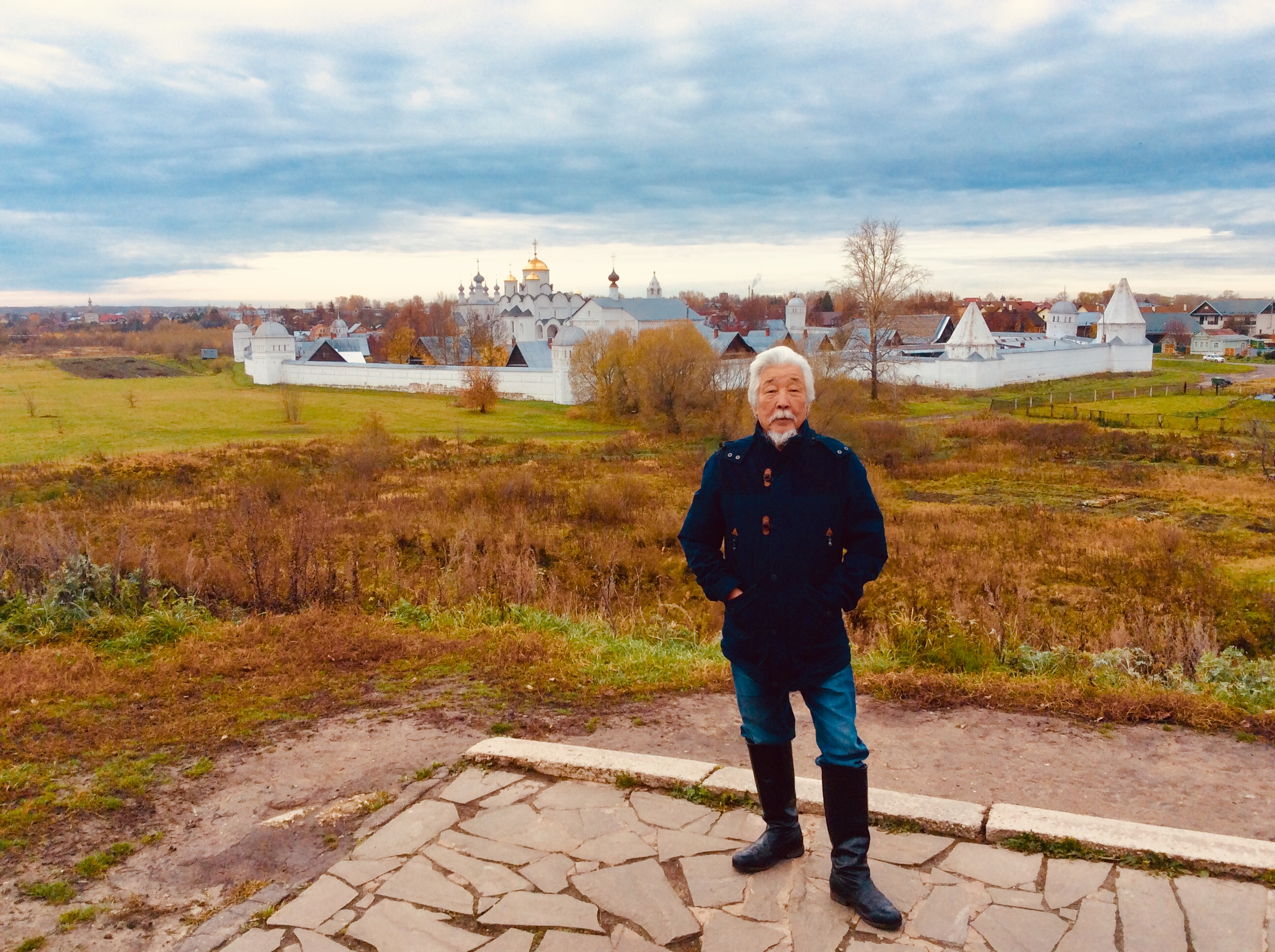
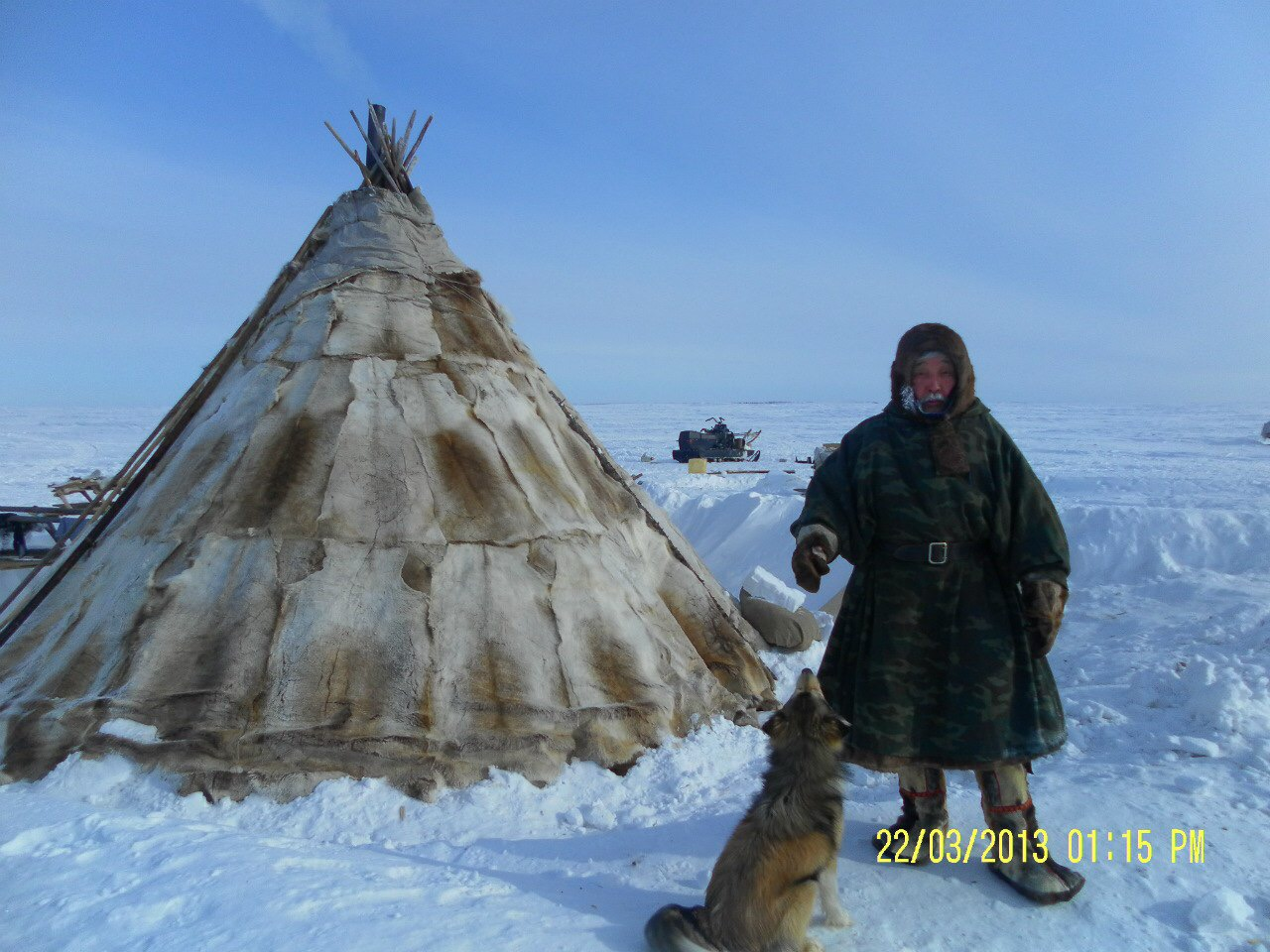
Съёмки фильма "Белый ягель"
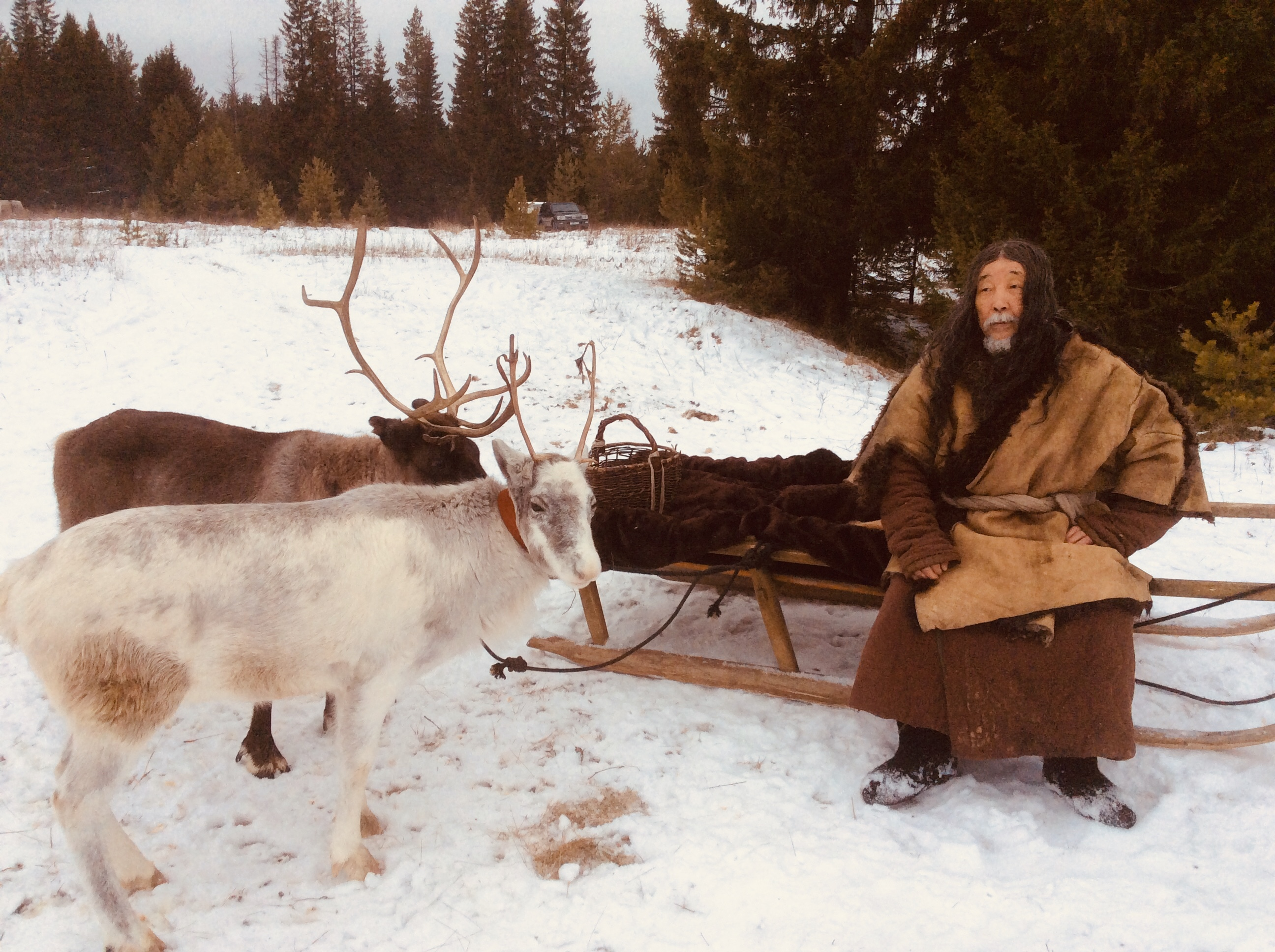
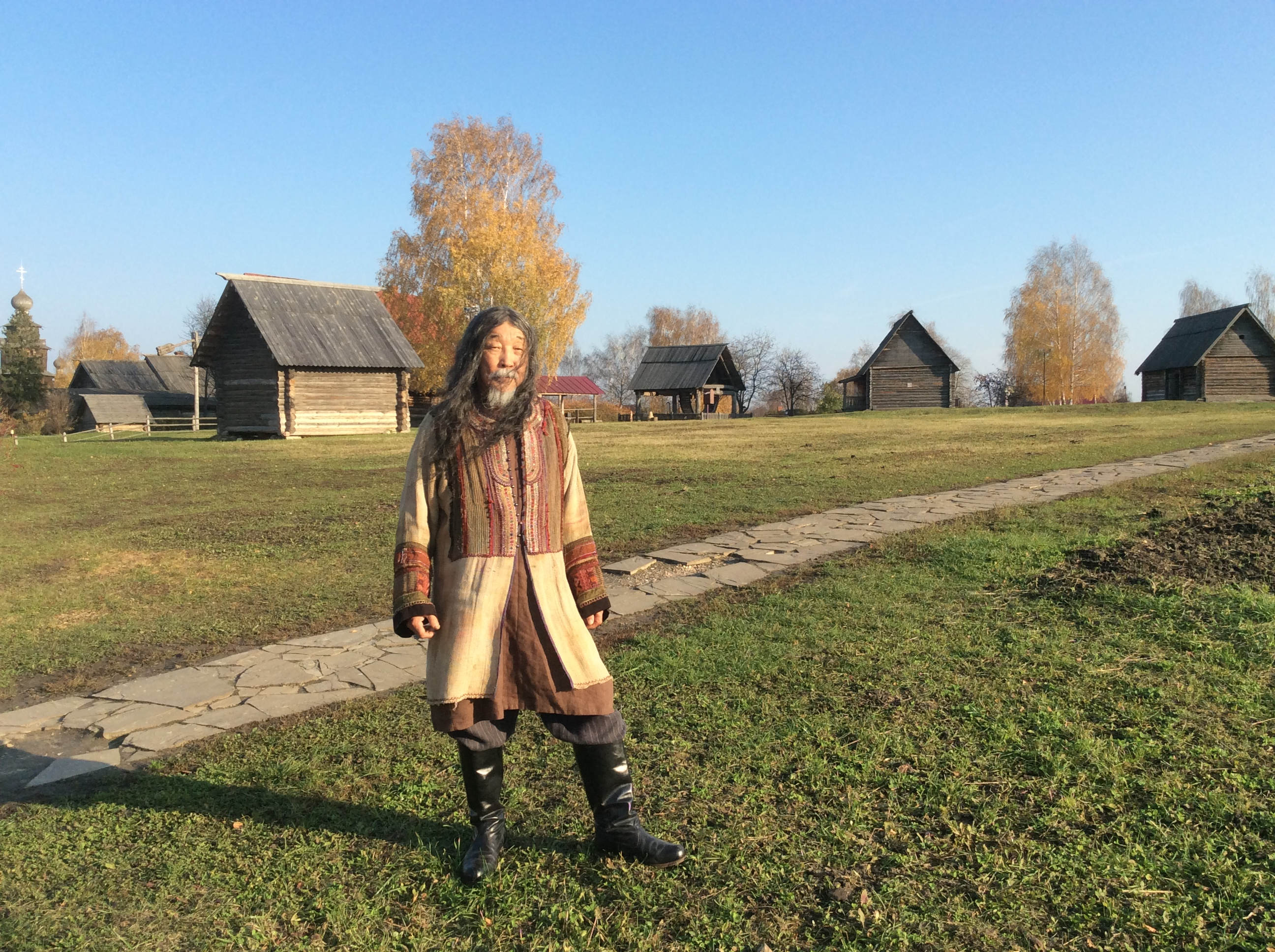
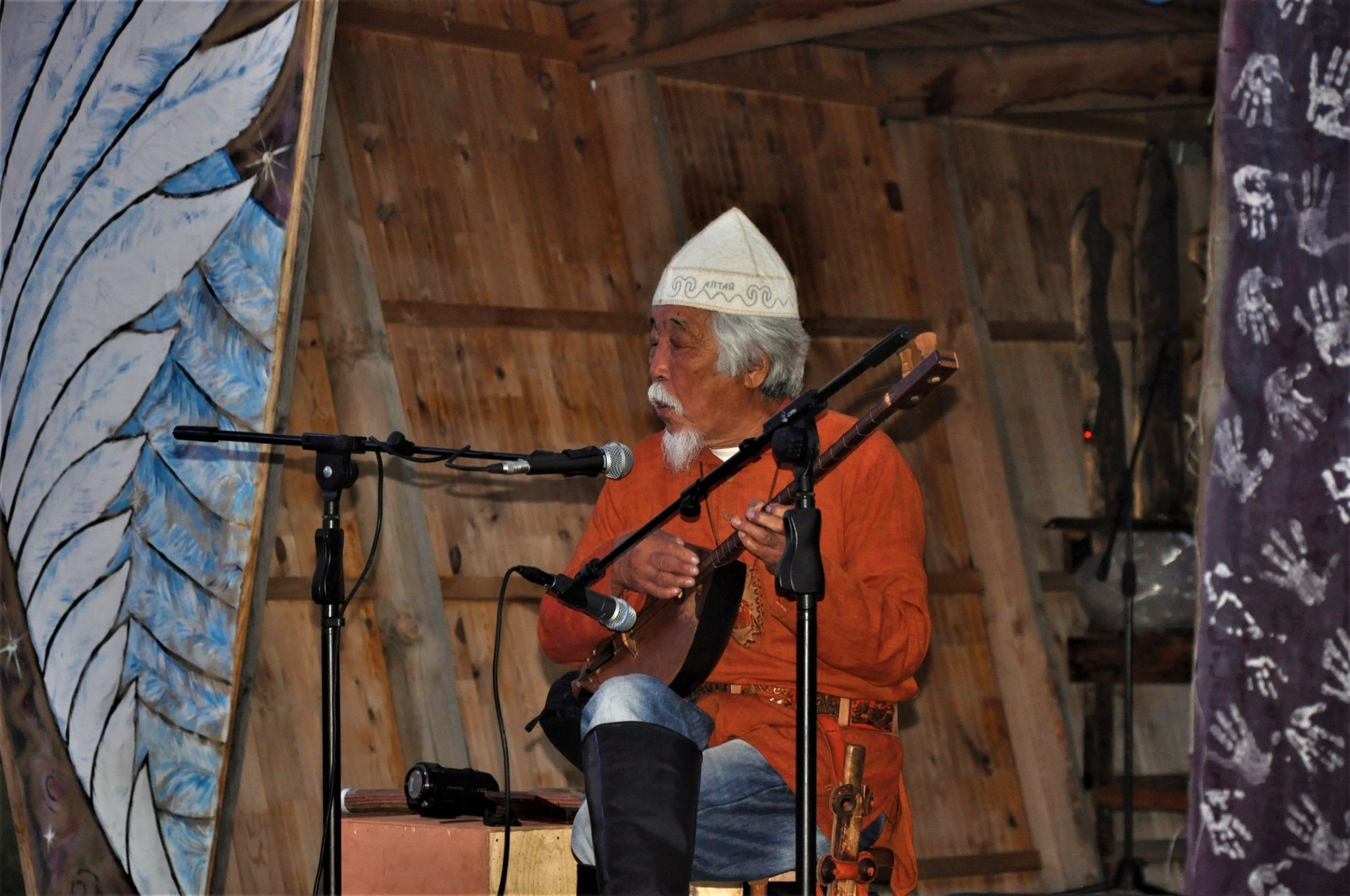
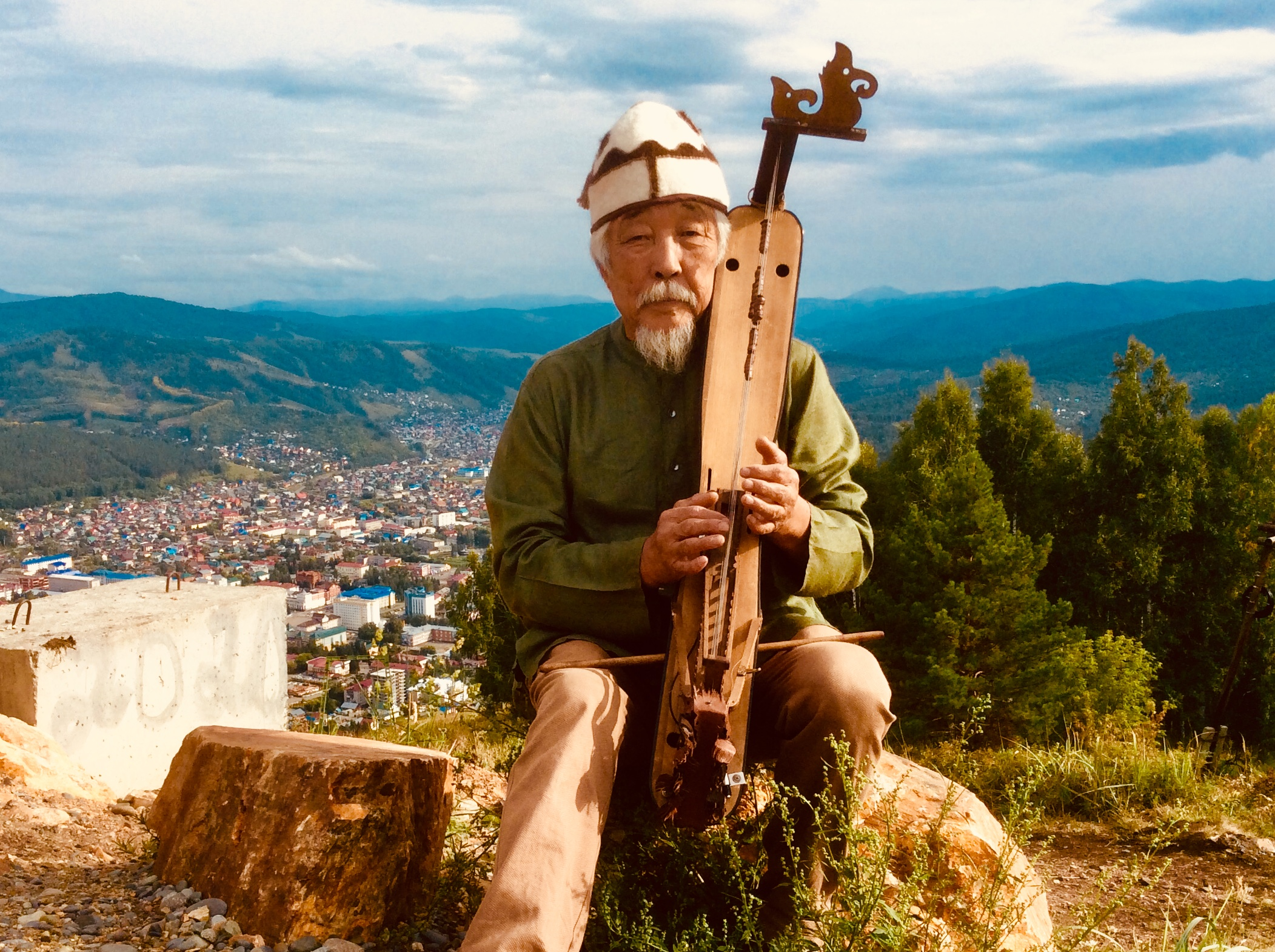
Ногон с тядагааном на горе Тугая